# 津志嶽
津志嶽（つしだけ）は、徳島県美馬郡つるぎ町にあり、祖谷山系の東部に座する標高1,493.7mの山である。

## 概要

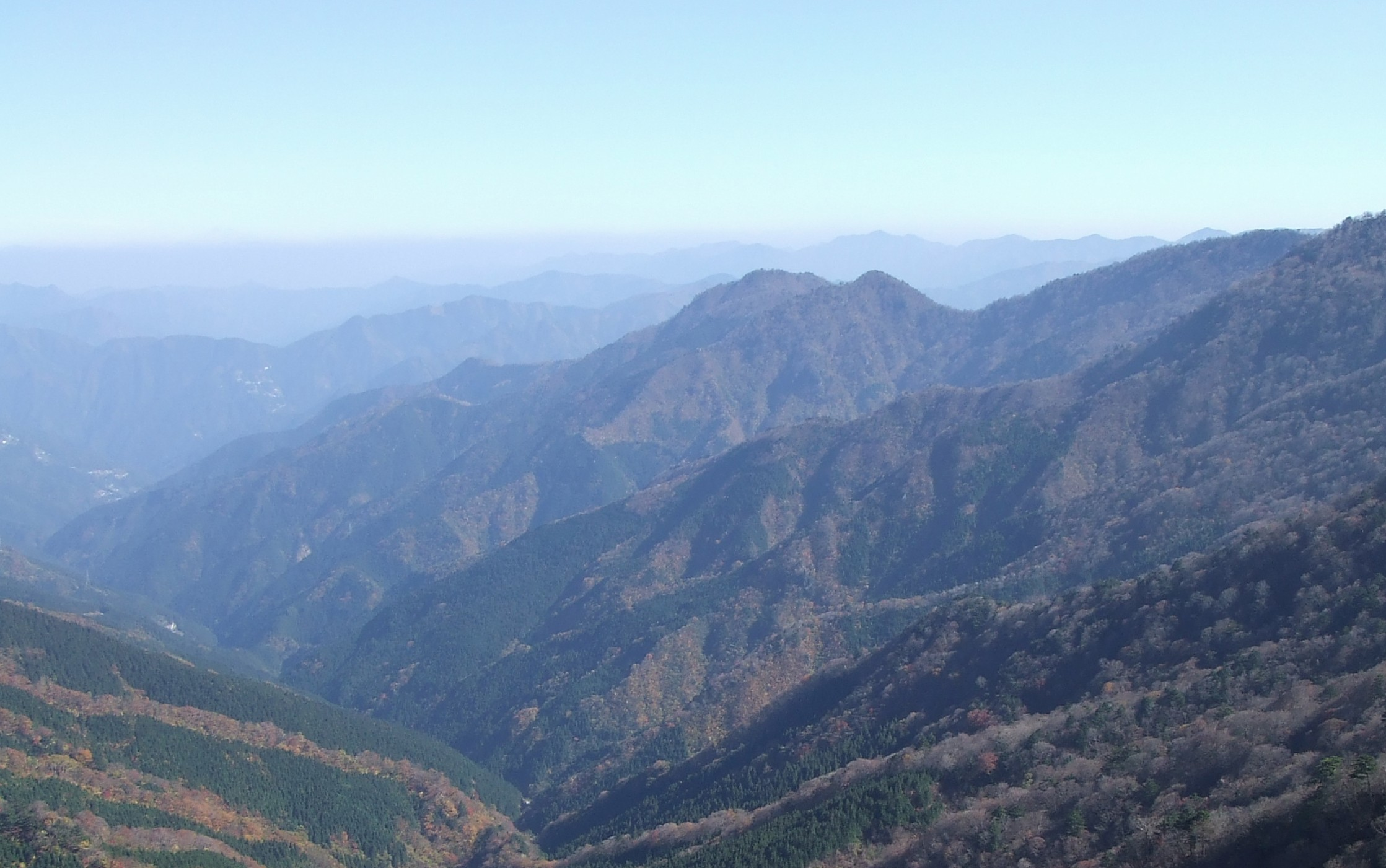
石堂山より臨む

剣山から北に望むと祖谷山系が屏風のように立ちはだかる。その屏風の右の端近くにラクダのコブのように盛り上がった部分が当座の山頂部である。周りは断崖絶壁でまるで要塞の様である。貞光から剣山へ向かう国道438号を貞光川に沿って南下すると途中右手に石鈇山の扁額がかかる赤い鳥居がある。これをくぐって久藪集落の上部の行き止まりに駐車し、津志嶽神社の鳥居から登山開始。約40分で石鈇山大権現の堂に到着、さらに約50分で尾根に取り付き、約10分で津志嶽神社上宮、さらに約30分で鉄塔を通過、そして約1時間で山頂である。展望は木々に阻まれほとんどない。